# Динамовская улица (Санкт-Петербург)
Дина́мовская улица — улица на Крестовском острове в Петроградском районе Санкт-Петербурга. Проходит от набережной Мартынова до Морского проспекта.

## История
Первоначальное название Николаевский переулок известно с 1889 года, дано по имени одного из владельцев Крестовского острова из семьи князей Белозерских-Белосельских. С 1909 года появляется вариант Николаевская улица.
Современное название Динамовская улица присвоено 10 сентября 1935 года, в честь спортивного общества «Динамо», стадион которого находится на Крестовском острове. Название было упразднено 14 января 1974 года, 5 июня 2001 года восстановлено.
В конце 1950-х годов Динамовская улица была укорочена до Кемской улицы. 23 июня 2011 года, после сноса двух домов по Морскому проспекту и постройки по нему нового дома № 33, Динамовской улице вернули прежние границы. При этом улице сменили направление, поскольку в 2006—2007 годах между Кемской улицей и набережной Мартынова по Динамовской улице был построен дом № 2, и если бы направление нумерации осталось прежним, на новом участке чётной стороны нельзя было бы дать ни одного номера.